# Allyson Carroll
Pour les articles homonymes, voir Carroll.
Allyson Carroll, née le 5 septembre 1988 est une snowboardeuse américaine. 

## Palmarès

### Coupe du monde
- 1 petit globe de cristal :
  - Vainqueur du classement big air en 2011.
- 1 podium dont 1 victoire.